# Gryllopsis hebraeus
Gryllopsis hebraeus är en insektsart som först beskrevs av Henri Saussure 1877.  Gryllopsis hebraeus ingår i släktet Gryllopsis och familjen syrsor. Inga underarter finns listade i Catalogue of Life.